# جورج إف كارير
جورج إف كارير (بالإنجليزية: George F. Carrier)‏ (و. 1918 – 2002 م) هو رياضياتي، وفيزيائي، وأستاذ جامعي من الولايات المتحدة الأمريكية . ولد في ميلينكوت (مين).
وكان عضواً في الأكاديمية الأمريكية للفنون والعلوم .

## التعليم
تعلم في جامعة كورنيل، وكلية الهندسة في جامعة كورنويل

## مناصب وهيئات
أدار جامعة هارفارد.

## جوائز
حصل على جوائز منها:
- جائزة ديناميات السوائل [الإنجليزية]‏ (1984)
- ميدالية تيموشينكو (1978)
- جائزة أوتو لابورت [الإنجليزية]‏ (1976)
- زمالة غوغنهايم
- قلادة العلوم الوطنية الأمريكية.